# Nikolaj Coster-Waldau
Nikolaj Coster-Waldau (ur. 27 lipca 1970 w Rudkøbingu) – duński aktor teatralny, filmowy i telewizyjny.

## Życiorys

### Wczesne lata
Urodził się w Rudkøbingu jako syn Hanne Søborg Coster, bibliotekarki, i Jørgena Oscara Fritzera Waldau. W wywiadach opowiadał o problemach ojca z alkoholem, a także o rozwodzie rodziców. Wychowywała go głównie matka z dwiema starszymi siostrami. Dorastał w Tybjerg, małej wiosce między Ringsted a Næstved w południowej części Zelandii.
Był najmłodszym aktorem, który wstąpił do Statens Teaterskole, duńskiej narodowej szkoły teatralnej i tańca współczesnego. Kształcił się w niej w latach 1989–1993.

### Kariera
Debiutował na scenie Betty Nansen Teatret w Kopenhadze w roli Laertesa w dramacie szekspirowskim Hamlet. W 1994 zagrał główną rolę w duńskim horrorze Nocny strażnik Ole Bornedala, który przyniósł mu w kraju dużą popularność. Po kilku latach zaczął grać w filmach amerykańskich, w 2001 wystąpił w wysokobudżetowych produkcjach Enigma i Helikopter w ogniu. Zajął się również produkcją i reżyserią filmów w Danii, obejmując kierownicze stanowiska w krajowych firmach branży filmowej.
W 2011 został obsadzony w jednej z głównych ról serialu HBO Gra o tron (jako Jaime Lannister).

## Życie prywatne
W 1998 poślubił aktorkę Nukâkę, z którą ma dwie córki: Philippę (ur. 2000) i Saffinę (ur. 2003).

## Filmografia

### Filmy fabularne
| Rok  | Tytuł                                | Rola/funkcja                 | Reżyser               |
| ---- | ------------------------------------ | ---------------------------- | --------------------- |
| 1994 | Nocny strażnik                       | Martin Bork                  | Ole Bornedal          |
| 1997 | Piętno                               | Wolf                         | Sean Mathias          |
| 1997 | Hemmeligheder                        | Mads                         | Jørn Faurschou        |
| 1998 | Wildside                             | Ossy (także scenariusz)      | Simon Staho           |
| 1998 | Nattens engel                        | Frankie                      | Shaky González        |
| 1999 | The Cable Club                       | Rocker                       | Søren Fauli           |
| 1999 | Misery Harbour                       | Espen Arnakke                | Nils Gaup             |
| 2000 | På fremmed mark                      | Holt                         | Aage Rais-Nordentoft  |
| 2001 | Enigma                               | Puck                         | Michael Apted         |
| 2001 | Helikopter w ogniu                   | starszy sierżant Gary Gordon | Ridley Scott          |
| 2002 | 24 godziny z życia kobiety           | Anton                        | Laurent Bouhnik       |
| 2003 | Kradnąc Rembrandta                   | Kenneth                      | Jannik Johansen       |
| 2003 | Mężczyzna za drzwiami                | Svend                        | Jesper W. Nielsen     |
| 2004 | Mam na imię Modesty                  | Miklos                       | Scott Spiegel         |
| 2004 | Den Gode strømer                     | Sune                         | Lasse Spang Olsen     |
| 2004 | Wimbledon                            | Dieter Prohl                 | Richard Loncraine     |
| 2005 | Królestwo niebieskie                 | szeryf wioski                | Ridley Scott          |
| 2005 | Kat                                  | Martin                       | Simon Aeby            |
| 2006 | Firewall                             | Liam                         | Richard Loncraine     |
| 2006 | Supervoksen                          | Martin                       | Christina Rosendahl   |
| 2007 | Piekarz                              | Bjorn                        | Gareth Lewis          |
| 2007 | Wspaniała i kochana przez wszystkich | Micke                        | Hannes Holm           |
| 2007 | Młode lata Eryka Nietzschego         | Sammy                        | Jacob Thuesen         |
| 2008 | Kautokeino-opprøret                  | biskup Juell                 | Nils Gaup             |
| 2008 | Himmerland                           | Thomas (także producent)     | James Barclay         |
| 2009 | Wirtualne sny                        | komandor Frank Pike          | Peter Berg            |
| 2009 | Ved verdens ende                     | Severin Geertsen             | Tomas Villum Jensen   |
| 2011 | Blackthorn                           | młody James Jovin            | Mateo Gil             |
| 2011 | Łowcy głów                           | Clas Greve                   | Morten Tyldum         |
| 2012 | Aurum                                | producent                    | —                     |
| 2013 | Mama                                 | Lucas / Jeffrey Desange      | Andrés Muschietti     |
| 2013 | Niepamięć                            | Sykes                        | Joseph Kosinski       |
| 2013 | Po tysiąc razy dobranoc              | Marcus                       | Erik Poppe            |
| 2014 | Inna kobieta                         | Mark King                    | Nick Cassavetes       |
| 2014 | Druga szansa                         | Andreas                      | Susanne Bier          |
| 2014 | Upstart                              | producent                    | —                     |
| 2014 | Livsforkortelses Ekspert             | producent                    | —                     |
| 2015 | Wieczny klaun                        | w roli samego siebie         | Mikkel Nørgaard       |
| 2016 | Bogowie Egiptu                       | Horus                        | Alex Proyas           |
| 2016 | Chicken / Egg (film krótkometrażowy) | Kenneth                      | James D’Arcy          |
| 2017 | Drobne zbrodnie                      | Joe Denton                   | E.L. Katz             |
| 2017 | 3 Things                             | Mikael (także producent)     | Jens Dahl             |
| 2017 | Skazany                              | Jacob 'Money' Harlon         | Ric Roman Waugh       |
| 2019 | Domino                               | Christian                    | Brian De Palma        |
| 2019 | Hotel dla samobójców                 | Max Isaksen                  | Jonas Alexander Arnby |
| 2020 | Krudttønden                          | Rico                         | Ole Christian Madsen  |
| 2020 | The Silencing                        | Rayburn                      | Robin Pront           |

### Seriale TV
- 2000: Lock, Stock… jako Jordi
- 2008: Detektyw Amsterdam jako John Amsterdam
- 2009: The Left Wing Gang jako Jan Weimann
- 2011: Gra o tron jako Jaime Lannister